# Toplice (Jastrebarsko)
Toplice su naseljeno mjesto u Republici Hrvatskoj u Zagrebačkoj županiji.

## Zemljopis
Administrativno su u sastavu Jastrebarskog. Naselje se proteže na površini od 1,7 km².

## Stanovništvo
Prema popisu stanovništva iz 2001. godine Toplice broje 110 stanovnika koji žive u 34 kućanstva. Gustoća naseljenosti iznosi 64,71 st./km².
| broj stanovnika | 176   | 176   | 216   | 237   | 240   | 232   | 211   | 211   | 213   | 228   | 223   | 184   | 126   | 157   | 110   | 96    | 70    |
|                 | 1857. | 1869. | 1880. | 1890. | 1900. | 1910. | 1921. | 1931. | 1948. | 1953. | 1961. | 1971. | 1981. | 1991. | 2001. | 2011. | 2021. |